# Rubin Tiumeń
Rubin Tiumeń (ros. Рубин Тюмень) – rosyjski klub hokeja na lodzie z siedzibą w Tiumeni.

## Historia
Historyczne nazwy
- Wodnik Tiumeń (1959-1972)
- Rubin Tiumeń (1972-1995)
- Gazowik Tiumeń (1995-2010)
- Rubin Tiumeń (2010-)

Klubem farmerskim Rubina został zespół Gazowik Tiumeń, występujący w rozgrywkach RHL. Drużyną juniorską jest Tiumienskij Legion (pierwotna nazwa Gazowik) występująca w MHL.

## Sukcesy
- Srebrny medal Rosyjskiej FSRR: 1968
- Pierwsze miejsce w sezonie zasadniczym WHL: 2011, 2012
- Puchar Bratina: 2011; Puchar Pietrowa: 2022
- Finał o Puchar Bratina: 2012, 2014; Finał o Puchar Pietrowa: 2019
- Złoty medal WHL: 2011, 2014, 2019, 2022
- Srebrny medal WHL: 2012
- Brązowy medal WHL: 2017, 2021, 2024

## Zawodnicy
Do 2013 w klubie grał Witalij Jaczmieniow, po czym został jednym z trenerów.